# Дорошенко Євген Андрійович
Євге́н Андрі́йович Дороше́нко — старший солдат запасу Збройних сил України, учасник російсько-української війни.

## З життєпису
Станом на березень 2017 року — водій 156-го ракетного полку.

## Нагороди та вшанування
- Указом Президента України № 854/2019 від 20 листопада 2019 року за «особисту мужність і самовіддані дії, виявлені у захисті державного суверенітету та територіальної цілісності України, зразкове виконання військового обов'язку та з нагоди Дня Десантно-штурмових військ Збройних Сил України» нагороджений орденом «За мужність» III ступеня[2].